# Juan Bautista de Acevedo
Juan Bautista de Acevedo   (Hoznayo, 1555 - Valladolid, 8 de juliol de 1608) va ser un religiós espanyol, bisbe de Valladolid, patriarca de les Índies Occidentals, inquisidor general i president del Consell de Castella.

## Biografia
Fill de Juan González de Acevedo, la seva mare segona Gil González Dávila és María Muñoz, mentre que Mateo Escagedo diu que la seva mare fou Sancha González Muñoz. Estudià a la Universidad de Salamanca. Passà a Saragossa cridat per l'arquebisbe Andrés Santos. Finalment va graduar-se com a doctor a la Universitat de Lleida.
Mort l'arquebisbe Santos, al seu testament pregava al rei Felip II que premiés la virtut, el talent i el saber de Pedro Martínez i de Juan Bautista de Acevedo. El monarca va atorgar a Acevedo amb el títol de capellà reial i amb el bisbat de Gal·lípoli (Pulla), però el religiós no l'acceptà. Tanmateix, el rei havia fundat en aquella època, a Madrid, el Reial Monestir de Santa Isabel, i va escollir a Acevedo perquè s'encarregués de llur administració. Va ocupar-se d'aquest afer fins a l'any 1598, any de mort de Felip II, quan Juan Alfonso de Moscoso, bisbe de Lleó, li dona una canongia.
Amb la pujada al tron de Felip III, i amb la mediació de Francisco Gómez de Sandoval-Rojas y de Borja, duc de Lerma, li fou atorgada una nova canongia a la catedral de Toledo. Poc després, va quedar vacant el bisbat de Tortosa, i malgrat l'oferiment del rei, Acevedo no el va acceptar.
Amb el trasllat de la cort de Madrid a Valladolid, a quedar vacant la seu del bisbat, amb la mort del seu primer bisbe Bartolomé de la Plaza, i en aquesta ocasió, el 1601, Acevedo va acceptar el càrrec. Fou consagrat a San Jerónimo el Real pel cardenal i inquisidor general Fernando Niño de Guevara, amb l'assistència dels monarques. Durant el seu episcopat es va celebrar el primer sinòde al bisbat i va fer donacions a diverses esglésies, ermites i hospitals de la seva diòcesi.
A la mort de l'inquisidor general Juan de Zúñiga y Flores, el 1603, Felip III el va presentar per aquest càrrec, juntament amb el títol de Patriarca de les Índies Occidentals. Fins a la tornada de la cort a Madrid, Acevedo va conservar el càrrec de bisbe de Valladolid, quan decideix abandonar-lo, el 28 d'abril de 1606, per dedicar-se en exclusiva al càrrec inquisistorial.
Altrament, fou nomenat president del Consell de Castella el 1608, amb la renúncia de Juan de Zúñiga-Avellaneda y Bazán, comte de Miranda del Castañar. Inicialment amb reserves, però la insistència del rei feu que, finalment, Acevedo acceptés el càrrec. Ben aviat va escriure al papa Pau V per demanar la seva benedicció pel seu nomenant, la confirmació arribà el 9 de juliol de 1608.
La seva mort, tres mesos després del seu nomenament, va truncar el desenvolupament del seu càrrec. No va fer testament. Fou enterrat en primer lloc a l'església de San Martín de Madrid, amb un funeral amb nombrosos i destacats assistents. El 1618, el seu germà l'arquebisbe de Burgos, Fernando de Acevedo el va traslladar a l'església de San Juan d'Hoznayo, que fundà per a descans i memòria del seu germà.